# Alana Cook
Alana Simone Cook, född den 11 april 1997 i Worchester, är en amerikansk fotbollsspelare.

## Biografi
Alana Cook inledde sin seniorkarriär i Paris Saint-Germain år 2019. 2021 kontrakterades hon av Seattle Reign FC för spel i National Women's Soccer League. Hon värvades 2024 av Kansas City Current. Hon har även representerat det amerikanska damlandslaget där hon debuterade 2019.